# Loppersum (Oost-Friesland)
Loppersum is een dorp in de Duitse deelstaat Nedersaksen. Bestuurlijk maakt het deel uit van de gemeente Hinte, gelegen in de Landkreis Aurich. Het dorp telt ruim 1400 inwoners.
Loppersum ligt in het noordwesten van Oost-Friesland, zes kilometer ten noorden van Emden aan de Bundesstraße 210 richting Aurich. Ten oosten van de plaats ligt, juist over de grens van buurgemeente Südbrookmerland, het 53 hectare grote beschermde natuurgebied Loppersumer Meer.
Langs het dorp loopt sinds 1883 de spoorlijn van Emden naar Norden. Het station van Loppersum is niet meer in gebruik, hoewel het inog n 1993 werd herbouwd.
Loppersum werd voor het eerst vermeld in 1379 onder de naam Lopsum. Op grond van de vondst van een bronzen fibula wordt echter sterk vermoed, dat de plaats al voor het begin van de jaartelling bewoond was. In een burcht in Loppersum zetelden in de veertiende eeuw de Allena's. In 1380-1381 werden de invloedrijke hoofdelingen Folkmar Allena en Kampo Abdena verslagen door Okko I tom Brok in de Slag bij Loppersum. Hierbij werd ook de burcht vernietigd.
Bezienswaardig in Loppersum is de neogotische hervormde kerk uit 1866 met vrijstaande veertiende-eeuwse klokkentoren en een orgel van Arnold Rohlfs. Het Fresenhaus uit 1859 staat op de plaats van de voormalige burcht. Een monument herinnert aan het bezoek van koning George V van Hannover aan Loppersum op 24 augustus 1861.

## Afbeeldingen

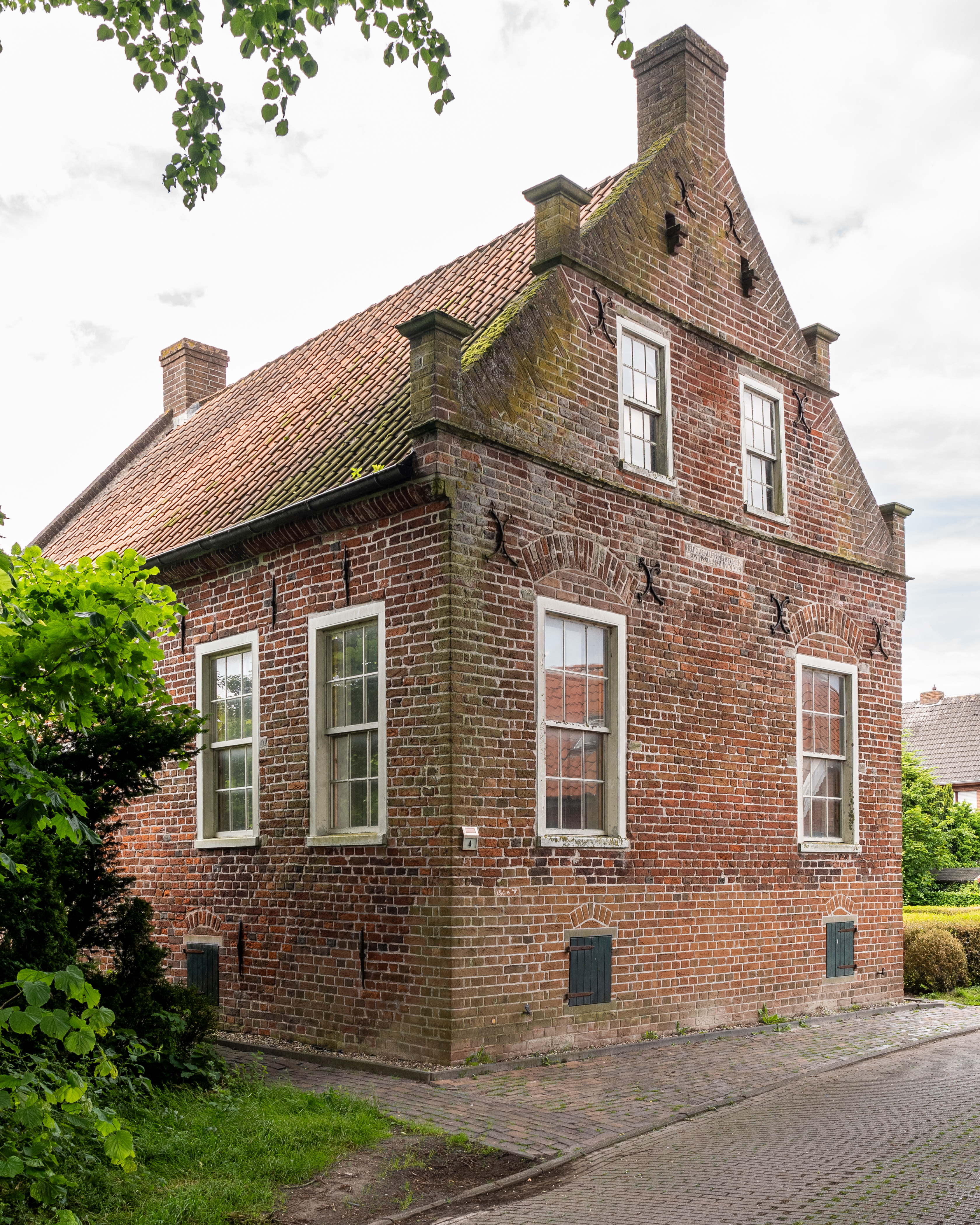
Schlosstraße 4, woonhuis uit 1554
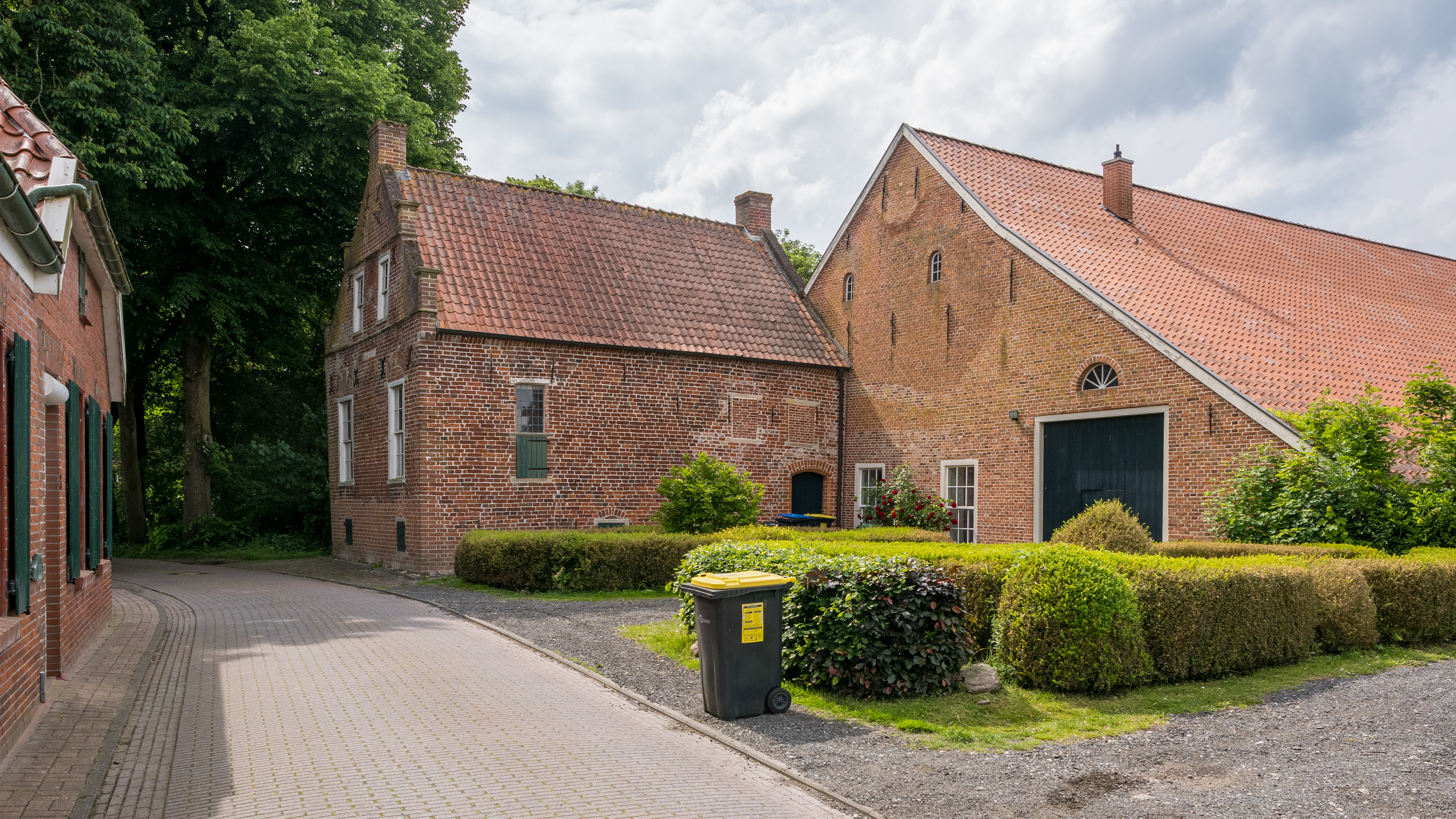
Schlosstraße 4, huis en boerderij
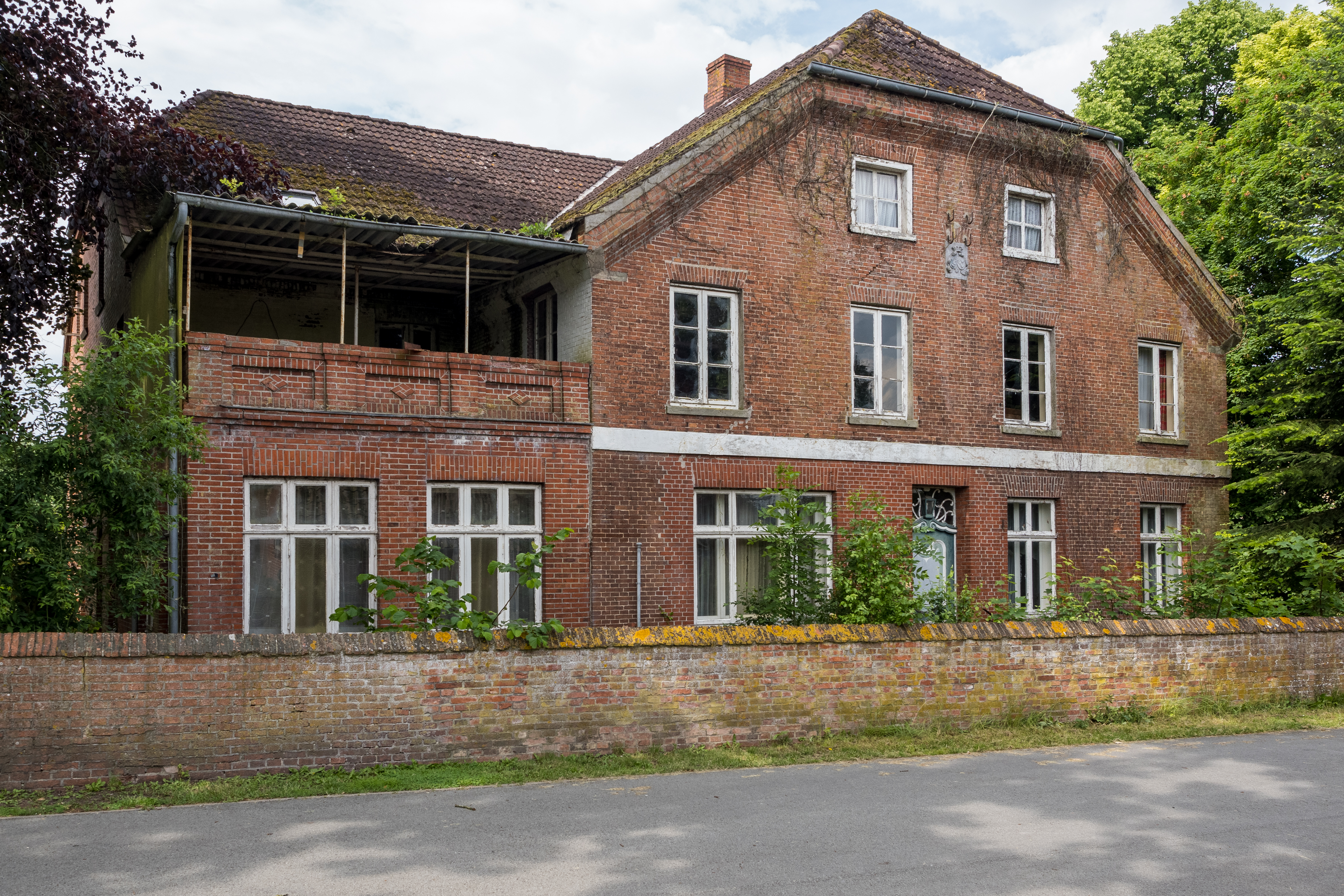
Kirchstraße 2
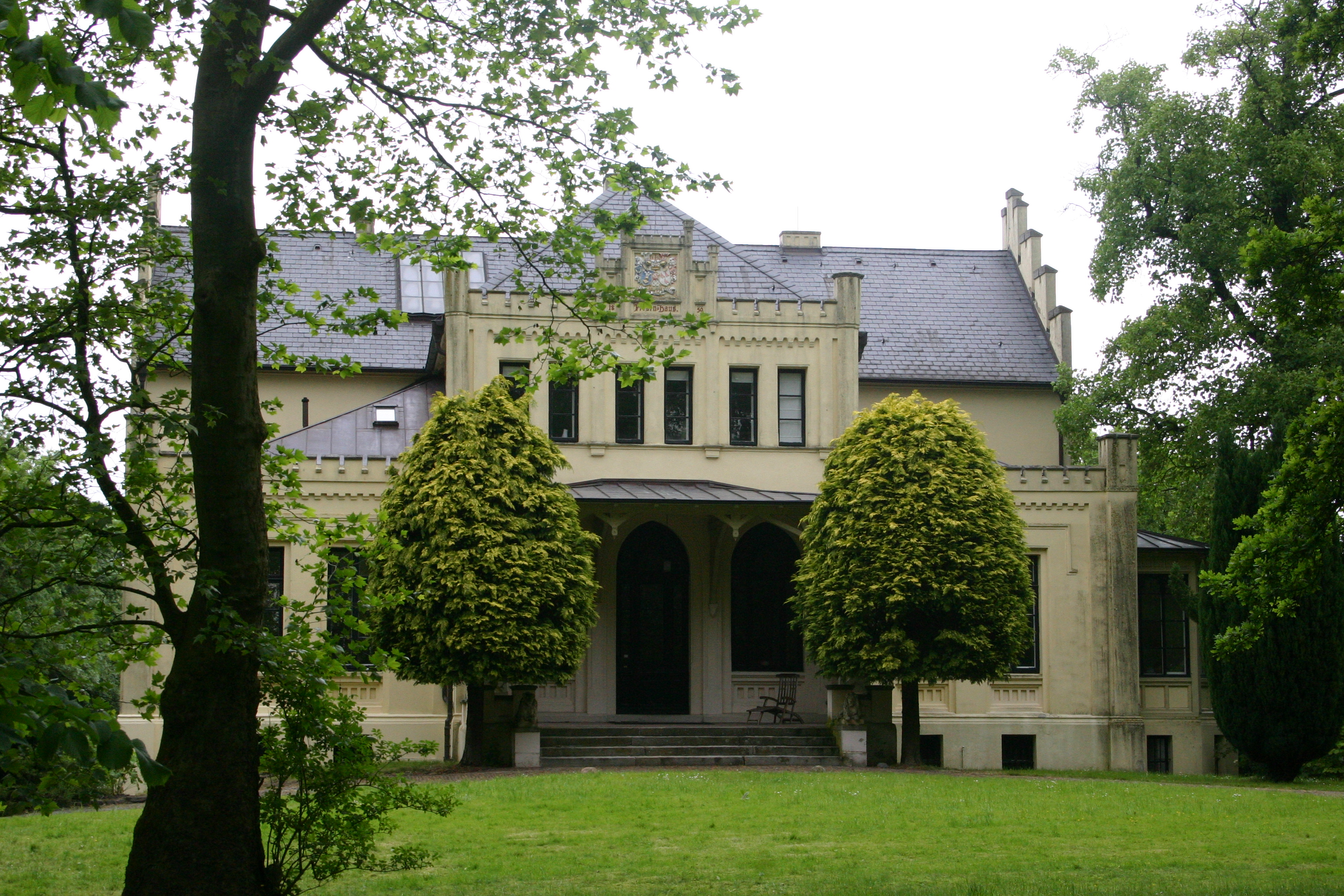
Fresenhaus uit 1859
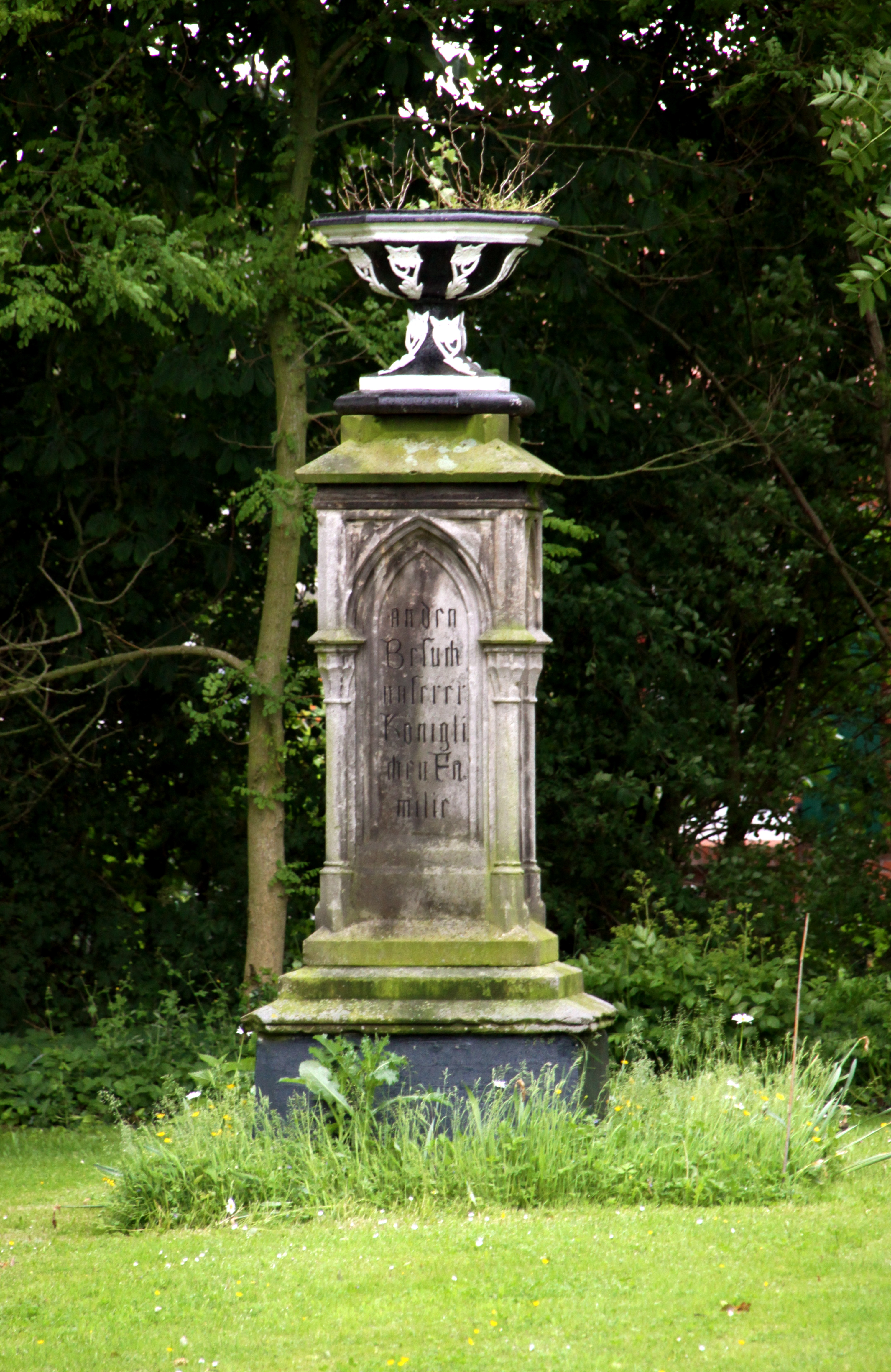
Monument koningsbezoek
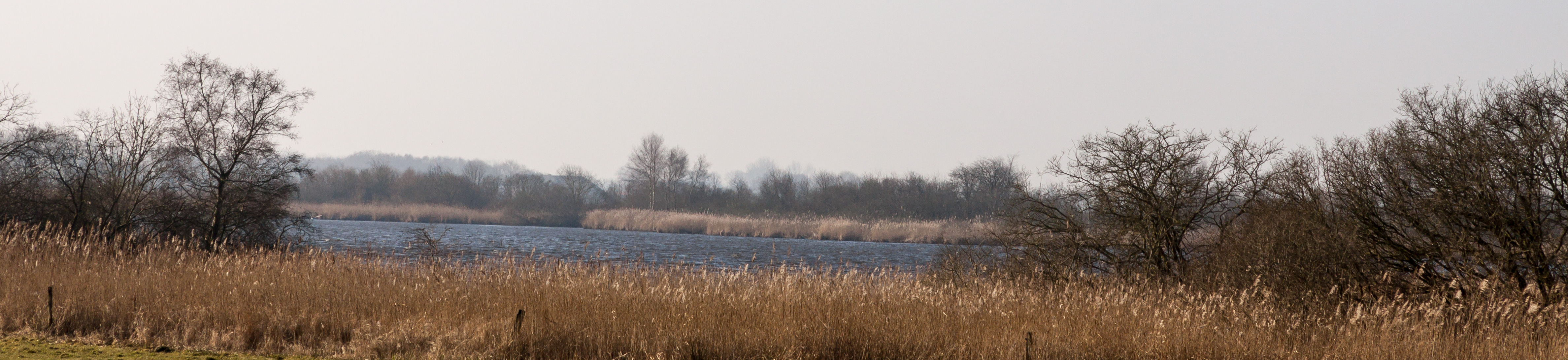
Loppersumer Meer